# Acanthopsyche dispar
Acanthopsyche dispar är en fjärilsart som beskrevs av Köhler 1939. Acanthopsyche dispar ingår i släktet Acanthopsyche och familjen säckspinnare. Inga underarter finns listade i Catalogue of Life.